# Теорія ґвалту
«Теорія Ґвалту» — український музичний гурт, який грає у жанрах стріт-панк, ска та фолк-панк.

## Історія
Починав гурт у 2007 році в оригінальному з усякого погляду складі: Лесь (вокал, сопілка, тромбон), Сашко (гітара, вокал) і Ваня (бас-гітара). Функцію барабанщика виконував ноутбук із семплами. На той час хлопці слухали різноманітну музику і намагались відтворювати все почуте у своїх композиціях. Гурт поєднував фолк, олд-скул-хардкор, ска і ню-метал.
У 2007 році до колективу приєднались: Дмитро (барабани) і Надя (акордеон). Після того як харизматична акордеоністка відправилася в Одесу штудіювати медицину, до гурту приєднався Роман (клавішні, акордеон, бек-вокал). Гурт направив стилістику у бік ска, ска-панку і реґі. Ваня ж з колективу пішов, на заміну на бас став ще один Роман. У 2011 році функції басиста почав виконувати Панкрат, колишній лідер російського гурту «Keine Engel» (м. Перм).
Стиль гурту можна охарактеризувати як панк-рок (стріт-панк, ой) з вкрапленнями українсько-ірландського фолку та ска-панку.
Панкрат та Вадим зараз є учасниками oi!, стріт-панк гурту Cios, заснованого у 2011 році.
Гурт завершив свою діяльність з альбомом «Кармалюк» у 2016 році, діяльність припинилась через те, що з один з учасників (Баранов) емігрував в Польщу у 2012 році. Запис дався тяжко і затягнувся на три роки.

## Склад
- Олексій Калашнік — вокал, сопілка, тромбон (2007—2016)
- Сашко Баранов — вокал, гітара (2007—2016)
- Панкрат — бек-вокал, бас-гітара (2011—2016)
- Вадим — барабани (2009—2016)

## Дискографія

### Студійні альбоми
- 2016 — Кармалюк

### Мініальбоми
- 2011 — Три стріли